# Ricardo Lombana
Ricardo Alberto Lombana González (Ciudad de Panamá, 26 de noviembre de 1973) es un abogado, comunicador, baterista y político panameño. Fue candidato presidencial de libre postulación en las elecciones generales de mayo de 2019 y también fue candidato presidencial por su partido Movimiento Otro Camino en las elecciones de 2024.

## Biografía
Su padre, Roberto Lombana, es oriundo de Asturias, España; y es sobrino nieto de Clara González, fundadora del Partido Nacional Feminista de Panamá en la década de 1920 y primera abogada panameña.
Cursó estudios primarios y secundarios en el Colegio La Salle, en la capital panameña. Luego ingresó a la Facultad de Derecho y Ciencias Políticas de la Universidad de Panamá, donde obtuvo su título de abogado en 1998. Durante su período como universitario fue baterista de la banda K'stalia y los Salchicha, formada en 1996. Luego en 2000 se mudó a Washington D. C. donde obtuvo una maestría en Derecho Internacional y Comparado en la Universidad George Washington. También en 2001 terminó dos programas intensivos en derecho internacional en la Universidad de Oxford y en la Universidad de Harvard.
En 2002 ingresó en el sector público como el primer delegado especial para la libertad de expresión de la Defensoría del Pueblo. En 2004 fue nombrado Ministro Consejero de la Embajada de Panamá en los Estados Unidos y posteriormente cónsul de Panamá en Washington hasta 2007.
En el aspecto periodístico, trabajó en el periódico La Prensa, como jefe de información (2003-2004) y como subdirector editorial (2007-2008). En 2010 asumió como director de Proyecto Criollo, programa de sátira política local. También fue creativo y productor ejecutivo de la campaña anticorrupción «Juego Limpio Panamá», y ha sido analista político en medios de comunicación. Es miembro del Fórum de Periodistas por las Libertades de Expresión e Información y fue presidente del Comité de Ética del Consejo Nacional de Periodismo.
Como abogado, en 2008 comenzó a colaborar en la firma Galindo, Arias & López, hasta cuando en 2013 fundó su propia firma de abogados Lombana Law & Media.
En 2017 anunció sus intenciones de ser candidato presidencial en las elecciones de mayo de 2019, a través de la libre postulación. El 24 de diciembre del 2018 Ricardo Lombana escogió al exmagistrado del Tribunal Electoral, Guillermo Márquez Amado, como su compañero de fórmula. Luego de obtener 108 492 firmas hasta enero de 2019, Lombana logró uno de los tres cupos asignados a los candidatos presidenciales por la libre postulación.
Su hoja de ruta está enmarcada en la austeridad, una nueva constitución, medidas anticorrupción, reformas al seguro social y control migratorio.